# Animator
En animator er en artist, der kreerer adskillige billeder, som ved en hurtig afspilning efter hinanden, skaber illusionen om liv; såkaldt animation. En animator kan lave animation gennem en række forskellige medier, såsom tegning, dukker, modellervoks og computer-software. Animatorer kan arbejde mange steder indenfor filmskabning, såsom i spillefilm, tv-serier og videospil. Animation er tæt forbundet med generel filmskabning, og ligesom med dette, er arbejdet et håndværk og meget tidskrævende at udføre, og der vil på de fleste produktioner være mere end én animator. 
| Job | Spire Denne artikel om et job eller en stillingsbetegnelse er en spire som bør udbygges. Du er velkommen til at hjælpe Wikipedia ved at udvide den. |